# くにまるジャパン 極
『くにまるジャパン 極』（くにまるジャパン きわみ）は、かつて放送されていた文化放送の平日帯の朝ワイド番組。2016年10月3日開始。

## 概要
野村邦丸が6年間担当した『くにまるジャパン』を刷新して、2016年10月3日に放送を開始した。前番組の内容やコーナーを継いでいる。
『くにまるジャパン』は日替わりアシスタント制だったが、当番組は文化放送のアナウンサーがアシスタントを務める。
タイトルの「極」は、「アナウンサー歴 37年の邦丸が更に喋りを極める」「リスナーの興味関心を極める」「その道を極めたゲストが登場」「テーマソングはSING LIKE TALKINGの佐藤竹善が担当し、新たに製作した極上の音を纏う」の意味を込めた、2017年1月に60歳を迎えた野村の集大成である。
2020年4月14日から、新型コロナウイルスの感染拡大を防止するため、文化放送12階のメディアプラスホールから放送している。出演者、製作スタッフは月 - 水曜担当と木・金曜担当の2班体制になり、野村は原則として木・金曜は番組進行をせず、文化放送に来社せずに一部のコーナーでリモート出演した、野村は家族へ感染防止のため放送日はホテルに宿泊して文化放送に出向いている。2021年9月6日の番組リニューアルによりゲスト出演の時間が大幅に減少した。
2022年1月17日の番組エンディングで3月で番組が終了することを発表し、野村は『ごきげん!二重丸◎』から20年続いた文化放送の平日帯 朝ワイド番組のパーソナリティから一旦卒業することとなった。同年4月4日からは引き続き野村がパーソナリティを務める『くにまる食堂』を11時 - 13時枠にて開始するとともに、8時 - 11時枠には新たな平日帯の朝ワイド番組『おとなりさん』が放送開始。
なお、2024年4月の番組改編で『おとなりさん』が番組終了に伴って『くにまる食堂』が放送時間が拡大されこの番組と同じ放送時間になり金曜日を除く朝ワイド番組のパーソナリティに復帰する予定。

## 放送時間
月曜 - 金曜 9:00 - 13:00。

## 出演
肩書は放送終了時点のもの。

### パーソナリティ
- 野村邦丸（フリーアナウンサー。2017年1月31日まで文化放送アナウンサー）

### アシスタント
- 西川文野（文化放送アナウンサー） 月 - 水曜日担当
- 水谷加奈（文化放送アナウンス部長） 木・金曜日担当

### コメンテーター
オープニングから「深読みジャパン」のコーナーまで出演。大谷以外は『くにまるジャパン』から続投。
- 月曜日 大谷昭宏（ジャーナリスト）
- 火曜日 吉崎達彦（双日総合研究所エコノミスト）
- 水曜日 二木啓孝（ジャーナリスト）
- 木曜日 伊藤惇夫（政治アナリスト）
- 金曜日 佐藤優（作家・元外交官） 第1、3、5金曜日、えのきどいちろう（コラムニスト） 第2金曜日

### コーナー出演
- 太田英明（文化放送アナウンサー兼コミュニケーション デザイン局 エグゼクティブ・プロデューサー）

当番組のプロデューサーで日替わりジャパン、プレイバックchart2のコーナーにアナウンサーとして出演。2021年10月の野村の休暇中の月曜から水曜は代理パーソナリティを務めた。しかし、2022年の正月休み明けから番組終了まで体調不良による休養により番組を欠席していた。

### 月一 レギュラー
番組内では「月一 ご意見番」と呼称していた。
- 小倉智昭

2021年10月を最後に番組終了まで病気療養中で欠席していた、番組最終日には野村に文書でメッセージを贈った。
- おすぎ

2021年9月の登場を最後に入院し事実上降板、その後高齢者施設に入所していることが番組終了後に発覚。
- 笠井信輔

おすぎの代わりにお勧め映画情報の紹介で登場していた。
- 橋本大二郎

小倉とおすぎの代わりとして登場していた。

## タイムテーブル
2021年9月6日からのもの
- 09:00　オープニング
- 09:05　深読みジャパン - 日替わりのコメンテーターが登場して、独自のテーマを展開する。
- 09:36　お天気・気象転結
- 09:45　得々情報 - 法律事務所ホームワン、BOAT RACE振興会によるインフォマーシャル。インフォマーシャルを行わない曜日は極メールを紹介。
- 09:50　天気予報、交通情報（警視庁）
- 09:55　極メール
- 10:00　日替わりジャパン - 曜日別コーナー。
- 10:12　ジャパネットたかた ラジオショッピング[注 5]
- 10:17　くにまるさん、お客さんですよ! - ゲストコーナー。ゲストは火曜日を除き、10時48分ごろまで出演。
- 10:38　インフォマーシャル - 野村と西川、水谷の読み上げによる生CM。行わない場合は極メールを紹介、またはコーナー枠自体なしでゲストが継続出演。
- 10:44　極トピックス
- 10:48　天気予報
- 10:50　交通情報（JARTIC埼玉、警視庁）
- 10:52　極メール
- 11:00　文化放送ニュース
- 11:03　くにまるバラエティ - 曜日別コーナー、水曜は12時台の五つの極から、金曜日は「小谷実可子 KEEP DREAMING」。火曜は10時台のゲストが引き続き出演する場合がある。
- 11:18　交通情報（警視庁）
- 11:23　はぴねすくらぶ ラジオショッピング
- 11:28　お気楽! 野村係長
- 11:35　極メール
- 11:40　氷川きよし 限界突破RADIO
- 11:52　天気予報、交通情報（警視庁）
- 11:55　防災一口メモ
- 11:56　極メール
- 12:00　ランチタイム ニュース
- 12:08　プレイバックchart2 - 『決定!全日本歌謡選抜』から『スパカン!』までの文化放送のカウントダウン番組の年代別チャート 上位20位の曲を毎日4曲（週5回放送の場合）と日替わりの1曲、カウントダウン形式で紹介（番組最終週を除く）。
- 12:30　極メール
- 12:37　天気予報
- 12:40　なるほどジャパン
- 12:50　首都圏ジャパン - 首都圏の交通情報（埼玉、千葉、神奈川、全てJARTIC情報提供）とイベント情報を紹介。
- 12:53　今週の歌
- 12:56　エンディング

## 主なコーナー
- 極シアター → くにまるさん、お客さんですよ! - 一部のNRN系列局に『くにまるジャパン 極シアター』の題で、テープネットしている。
- 洋楽ジャパンX - 水曜日11時台前半のコーナー。週替わりのコメンテーターがお勧め洋楽をテーマに合わせて紹介している。2021年8月25日までは水曜日の12時台に放送していたがリニューアルにより1時間繰上げ。
- 氷川きよし 限界突破RADIO
- ランチタイム ニュース（12:01 - 12:07） - 『お昼のニュース・パレード』から続く昼ニュース枠（NRN）。山梨放送[注 6]、西日本放送[注 7]、四国放送[注 8]、宮崎放送[注 9]、北日本放送[注 10]、福井放送[注 11]とNRN非加盟のラジオ関西[注 12]にネットしている。祝日特番等で文化放送が休止の場合も、ネット局向けに裏送りを行う。

### 過去
- サントリーウエルネス Presents くにまる健康相談室 - 『くにまるジャパン』時代の木曜日から続くコーナーで、当番組では「浜松町コレクション」の木曜枠に内包。NRN加盟局の朝日放送ラジオでも、単独番組として、毎週日曜日の7:35 - 7:45に遅れネット方式で放送されていた。2018年6月には三代澤康司、2019年7月放送分には芦沢誠（いずれも同局で冠生ワイド番組のパーソナリティを務める朝日放送テレビアナウンサー）がマンスリーゲスト扱いで出演。2020年3月最終週で放送を終了した。
- 文化放送ラジオショッピング - 日本国内の民放ラジオ局では初めての直営事業として1972年から48年間にわたって続けてきたが、2020年3月27日の当番組内包分を最後に終了[6]。
- デイリー「ほっと」トピックス - 2021年3月26日まで。
- 五つの極 - 番組開始から2021年の番組リニューアル前まで12:08頃より放送していた日替わりコーナー[注 13]。
  - 本屋さんへ行こう! - 五つの極の火曜日→途中より月曜日に移動して続いていたコーナー。お勧めの本紹介やブックコンシェルジュを月一回おいで頂き月刊書籍ランキングも紹介していたが2021年8月30日でコーナー終了。
  - スポーツ情熱列島 - スポーツの現場に長年活躍していた人々や文化放送野球解説者や相撲評論家などを迎えてスポーツの裏側で起きていたあんなことやこんなことなどを話していた。当初は月曜日に放送していたが途中より「本屋さんへ行こう!」と交代して火曜日に放送していた。2021年8月31日でコーナー終了。終了後は10時台のゲストコーナーに統合される。
  - くにまるレポーターズ - 五つの極の木曜日のコーナーとして放送されていた。一部の出演者はくにまるバラエティーの木曜日のくにまるうーバートークへ引き継がれている。
  - くにまるジャパン探訪 - 『くにまるワイド ごぜんさま〜』から継続していたコーナーの一つ。街探訪散歩がメインだったが2021年9月3日でコーナー終了。
- TOKYO2020 ジャパンから世界へエール! - 東京オリンピック広報番組。
- くにまる・野崎のヒガシマルうすくち道場 - うすくち醤油を使った料理の紹介やリスナーからの投稿を紹介したり月替わりでアレンジ料理を紹介していたコーナー。一部NRNネット局にも番組販売されていた。

### その他
- 医療現場を応援 - 「新型コロナウイルスと戦う医療現場の支援」に繋がる情報発信を推進すべく、在京民放ラジオ放送局5社と東京都病院協会を中心とする医療関係者と連携する共同プロジェクトを展開するのに伴い、当番組（文化放送では他に『なな→きゅう』が参加）でも関連コーナーを放送する[7][8]。

## 番組テーマ曲・ジングル
- 佐藤竹善

## 「極シアター」ネット局
| 放送局名   | 放送時間      | 放送年月 | 備考 |
| ---------- | ------------- | -------- | ---- |
| 高知放送   | 11:50 - 12:00 | 不明 -   |      |
| 西日本放送 | 16:40 - 16:50 | 不明 -   |      |

### 過去のネット局
- 青森放送 - 2020年3月27日まで[9]。
- NBCラジオ佐賀 - 2021年9月30日まで（同年10月1日より長崎放送との同一番組編成への移行にともない終了）[10]。